# Swami Satchidananda
Swami Satchidananda (22 de dezembro de 1914 - 19 de agosto de 2002) foi uma figura religiosa da Índia, professor espiritual e adepto do yoga, que ganhou bastante fama no oeste, especialmente nos Estados Unidos. Ele foi autor de diversos livros, incluindo um livro popular e ilustrado de Hatha Yoga.